# Federação Catarinense de Clubes de Futebol 7 Society
A Federação Catarinense de Clubes de Futebol 7 Society (FCF7) era uma entidade de futebol 7 society do estado de Santa Catarina e que foi extinta no ano de 2013.
A FCF7 foi filiada à extinta Confederação Brasileira de Futebol Sete Society (CBF7S) até 18 de fevereiro de 2013, quando houve a unificação com a Confederação de Futebol 7 do Brasil (CF7), que resultou na atual Confederação Brasileira de Futebol 7 (CBF7).
Durante a Assembléia Geral em que foi votada a criação da CBF7, o presidente da FCF7 reunido com o Presidente da Federação de Futebol Sete Society do Estado de Santa Catarina (Fut7-SC) resolveram em comum acordo unificar as duas Federações. Com o acordo, passou a vigorar à partir daquela data o nome e a identidade visual da Fut7-SC.